# 波氏鱼属
波氏鱼属（学名：Blochius）是一属已灭绝的硬骨鱼，化石发现于意大利的Monte Bolca。其下共有三种，包括长吻波氏鱼（Blochius longirostris），大鳍波氏鱼（Blochius macropterus）和墨尔海德波氏鱼（Blochius moorheadi）。

## 描述
波氏鱼属长约60厘米，身体细长，头部狭窄，上下颚细长，眼睛大。

## 下属物种
本属包括以下物种：
- 长吻波氏鱼 Blochius longirostris Volta, 1796
- 大鳍波氏鱼 Blochius macropterus de Zigno, 1887
- 墨尔海德波氏鱼 Blochius moorheadi Eastman, 1911

## 註解
1. ↑  Blochius （页面存档备份，存于）, palaeobiology database
2. ↑  . GBIF.   [2023-03-24]. （原始内容存档于2023-03-24）.